# ゴースト・ヒッツ 95-99
ゴースト・ヒッツ 95-99（GHOST HITS 95-99）は、2001年12月12日に発売されたソウル・フラワー・ユニオンのベスト・アルバム第二弾。

## 解説
『ゴースト・ヒッツ 93-96』に続く、ソウル・フラワー・ユニオンの「ゴースト・ヒッツ・シリーズ」第二弾である。ソウル・フラワー・ユニオン以外にも、ソウル・フラワー・モノノケ・サミット、ソウルシャリスト・エスケイプ、ソウル・フラワー・ウィズ・ドーナル・ラニー・バンドなどの楽曲が収録されている。
なお、アルバム・ジャケットは、写真家沢渡朔による写真である。

## 収録曲
1. 海行かば 山行かば 踊るかばね (2001REMIX) UMI YUKABA YAMA YUKABA ODORU KABANE (GO THE SEA, GO THE MOUNTAINS, THE DEAD BODIES ARE DANCING)
2. ホライズン・マーチ (2001REMIX) HORIZON MARCH
3. ブルー・マンデー・パレード (2001REMIX) BLUE MONDAY PARADE
4. エエジャナイカ EEJYANAIKA (NEVER MIND)
5. 闇夜の太陽 YAMIYO NO TAIYO (THE SUN OF THE DARK NIGHT)
6. あまの川 AMANOGAWA (THE MILKY WAY)
7. 宇宙フーテン・スイング COSMIC FUTEN SWING
8. さよならだけの路地裏 ROZIURA (GOOD BYE AT THE BACK ALLEY)
9. インターナショナル THE INTERNATIONALE
10. 復興節 FUKKO-BUSHI (RECOVERY SONG)
11. 満月の夕 (1997ALTERNATE MIX) MANGETSU NO YUBE (A FULL MOON EVENING)
12. 潮の路 SHIO NO MICHI (SEA ROAD)
13. おんぼろの夜明け ONBORO NO YOAKE (RAGGED DAYBREAK)
14. おやすみ OYASUMI (GOOD NIGHT)
15. 夜に感謝を YORU NI KANSHA WO (A THANKS-GIVING TO THE NIGHT)
16. イーチ・リトル・シング EACH LITTLE THING
17. 風の市 KAZE NO ICHI (WINDS FAIRGROUND)
18. 戦火のかなた SENKA NO KANATA (BEYOND THE FLAMES)

## 備考
- M-1 本作のためのニュー・ミックス
- M-2 本作のためのニュー・ミックス
- M-3 本作のためのニュー・ミックス
- M-9 ソウル・フラワー・モノノケ・サミット
- M-10 ソウル・フラワー・モノノケ・サミット
- M-11 ソウル・フラワー・ウィズ・ドーナル・ラニー・バンド
- M-12 ソウル・フラワー・ウィズ・ドーナル・ラニー・バンド
- M-14 ソウルシャリスト・エスケイプ
- M-15 ソウルシャリスト・エスケイプ
- M-16 アルタン参加
- M-17 アルタン参加

## 演奏
- 中川敬
  - Lead Vocal (#1-7.9-18)
  - Electric Guitar (#1-8.10.13.14.18)
  - 三線 (#1.6.9.10.11.12.16.17)
  - 囃子 (#1)
  - Acoustic Guitar (#3.15.17)
  - Mandolin (#3)
  - Finger Cymbal (#6)
  - Bouzouki (#15)
- 伊丹英子
  - Lead Vocal (#1)
  - 和太鼓 (#1.4.6.10)
  - 囃子 (#1.2.4.5.6.9.10.11.12.17)
  - Changgo (#2.5.9.11.12.16.17)
  - Electric Guitar (#3.7.8.18)
  - Chorus (#5.6)
  - 三板 (#6.9)
  - 鈴 (#6)
  - Cymbal (#9)
- 奥野真哉
  - Synthesizer (#1.4)
  - Organ (#2.5.6.7.8.16.17)
  - 囃子 (#2.9)
  - Piano (#3.4.5.7.8.18)
  - Accordion (#3.9.10.18)
  - Chorus (#17)
- 内海洋子
  - チンドン太鼓 (#1.4.5.6.9.10)
  - チャンチキ (#2)
  - Chorus (#5.7)
  - Percussion (#7.8)
  - Lead Vocal (#8)
  - 囃子 (#9)
  - Cymbal (#10)
- 河村博司
  - Bass (#1-10.16.17.18 )
  - 囃子 (#1.2.4.9.10)
  - Chorus (#5.17)
- 髙木太郎
  - Drums (#1.4-8)
  - Djembe (#5)
  - 和太鼓, Cymbal (#9)
  - Gorosu (#9.10)
  - チャンチキ (#10)
- 大熊亘
  - Clarinet (#1.4-9.11.13.16.17.18)
  - Saxophone (#2.12.18)
  - 囃子 (#2)
  - Accordion (#3.15)
  - Soprano Saxophone (#9)
  - Organ (#14)
  - Whistle (#15)
  - Chorus (#17)
- リクオ：Accordion (#1)
- 太田恵資：Fiddle (#1.3.4.6.9.18)
- 川門正彦
  - 囃子 (#1.4.5.10)
  - Chorus (#5)
- 後藤まさる：囃子 (#1.4)
- 西川郷子
  - Lead Vocal (#1)
  - 囃子 (#1.2.4.5.6.17)
  - Chorus (#5.6)
- レイ・フィン
  - Drums (#2.11.12.16.17)
  - 囃子 (#2)
  - Chorus (#11)
- サム・ベネット
  - Percussion (#2.3.13.15.17)
  - Drums (#13.14.18)
- ドーナル・ラニー
  - 囃子 (#2)
  - Bouzouki (#11.12.16.17)
  - Chorus (#11)
- 梅津和時
  - Saxophone (#2.7.8)
  - Clarinet (#2)
- こぐれみわ、川島恵子、山口洋、鈴木万由香、落合裕子、内間睦美：囃子 (#2)
- 古田たかし：Drums (#3)
- もりちあき：Chorus (#3)
- 春日博文
  - Electric Sitar (#4)
  - Electric Guitar (#5.6)
  - Kwenggari (#5.10)
  - Caxixi (#5)
- 大原裕：Trombone (#7.8.9.18)
- 岡野等：Trumpet (#7.8)
- 登敬三：Saxophone (#7.8)
- 初山博：Vibraphone (#8)
- 吉川裕之：Clarinet (#10)
- ナリグ・ケイシー：Fiddle (#11.12.13)
- ジョン・マクシェリー
  - Whistle (#11.12.16)
  - Uileann Pipes (#16)
- ロイ・ドッズ：Percussion (#11.12)
- グラハム・ヘンダーソン
  - Organ, Chorus (#11)
  - Keyboards (#12)
- サイモン・エドワード：Bass (#11)
- 船戸博史：Bass (#12.13.14.15)
- マレード・ネズビット：Fiddle (#12)
- シャロン・シャノン：Accordion (#12)
- 桜井芳樹
  - Electric Guitar (#13.14)
  - Banjo, Mandolin (#15)
- 清水一登
  - Keyboards (#13)
  - Synthesizer (#15)
- 関島岳郎
  - Trombone (#13)
  - Trumpet (#13.18)
  - Tuba, Recorder (#18)
- 千野秀一：Piano (#14)
- シェイマス・べグリー：Accordion (#16)
- ジム・マレイ：Acoustic Guitar (#16)
- アルタン (#16.17)
  - マレード・ニ・ウィニー：Fiddle
  - ダーモット・バーン：Accordion
  - キャラン・トゥリッシュ：Fiddle, Whistle
  - キーラン・クラン：Bouzouki
  - ダヒー・スプロウル：Acoustic Guitar
- いとうはるな、宮内俊宏、工藤倫：Chorus (#17)
- 川口義之：Saxophone, Recorder (#18)